# Гуенаш
Гуенаш (фр. Gouesnach) је насељено место у Француској у региону Бретања, у департману Финистер.
По подацима из 2011. године у општини је живело 2568 становника, а густина насељености је износила 150,44 становника/km².

## Демографија
| 1962. | 1968. | 1975. | 1982. | 1990. | 2011. |
| ----- | ----- | ----- | ----- | ----- | ----- |
| 901   | 835   | 1.134 | 1.487 | 1.769 | 2.568 |